# Holochelus escherichi
Holochelus escherichi är en skalbaggsart som beskrevs av Brenske 1897. Holochelus escherichi ingår i släktet Holochelus och familjen Melolonthidae. Inga underarter finns listade i Catalogue of Life.